# Krija (praktyka)
Krija (dewanagari क्रिया, trl. kriyā) – rodzaj praktyk obecnych w tradycjach niektórych religii dharmicznych i w spokrewnionych z nimi tradycjach mistycznych subkontynentu indyjskiego. Krije to techniki indywidualne, wchodzące w blok sadhany adepta. Niejednokrotnie reguła tradycji zezwala na to, by adepci wspólnie mogli w jednym czasie i miejscu praktykować konkretną kriję. B.K.S. Iyengar objaśnia krije jako rytuały pokutne i praktyki oczyszczania będące procesami.

## Etymologia
Sanskryckie słowo krija pochodzi od cząstki kri, która oznacza „czynić, robić”.
Stąd przyjmuje znaczenie „czyn, rytuał”.

## Hinduizm i jogi indyjskie
Techniki krija są popularne w tradycjach jogi i w tantryzmie. Przykładowe praktyki:
- Atma Kriya w nauczaniu tradycji bhakti (Bhakti Marga według Swamiego Vishwanandy)[5]
- Sudarshan Kriya (w nauczaniu Sri Sri Ravi Shankara)[6][7]
- jogakrije hathajogi definiowane są jako procesy oczyszczania[8]. Jest to sześć krij oczyszczających (szatkrija, zwanych też szatkarma[9]): neti, dhauti, nauli, basti, kapalabhati i trataka, opisanych w drugim rozdziale Hathajogapradipika
- sześć krij jako etapy praktyki krijajogi, kolejno udzielane poprzez inicjację (dikszę) (Krijajoga według nauczania Paramahansy Joganandy i jego guru)[10]
- Kriya Kundalini Pranayama (w południowoindyjskiej tradycji Babaji's Kriya Yoga)[11]
- śatabhedakriya i kripaśunjakriya (w Akhanda Mahajoga – M.M. Pandit Gopinath Kaviraja)[12]
- zasadnicza praktyka adźapajogi.

## Inne
- Sat Kriya (Kundalini Yoga według Yoga Bhajana)[13].